# 6218 Mizushima
6218 Mizushima este un asteroid din centura principală de asteroizi.

## Descriere
6218 Mizushima este un asteroid din centura principală de asteroizi. A fost descoperit pe 12 martie 1977 la Kiso de Hiroki Kosai și Kiichiro Hurukawa. Asteroidul prezintă o orbită caracterizată de o semiaxă mare de 2,28 ua, o excentricitate de 0,15 și o înclinație de 5,8° în raport cu ecliptica.